# Videoregistratore

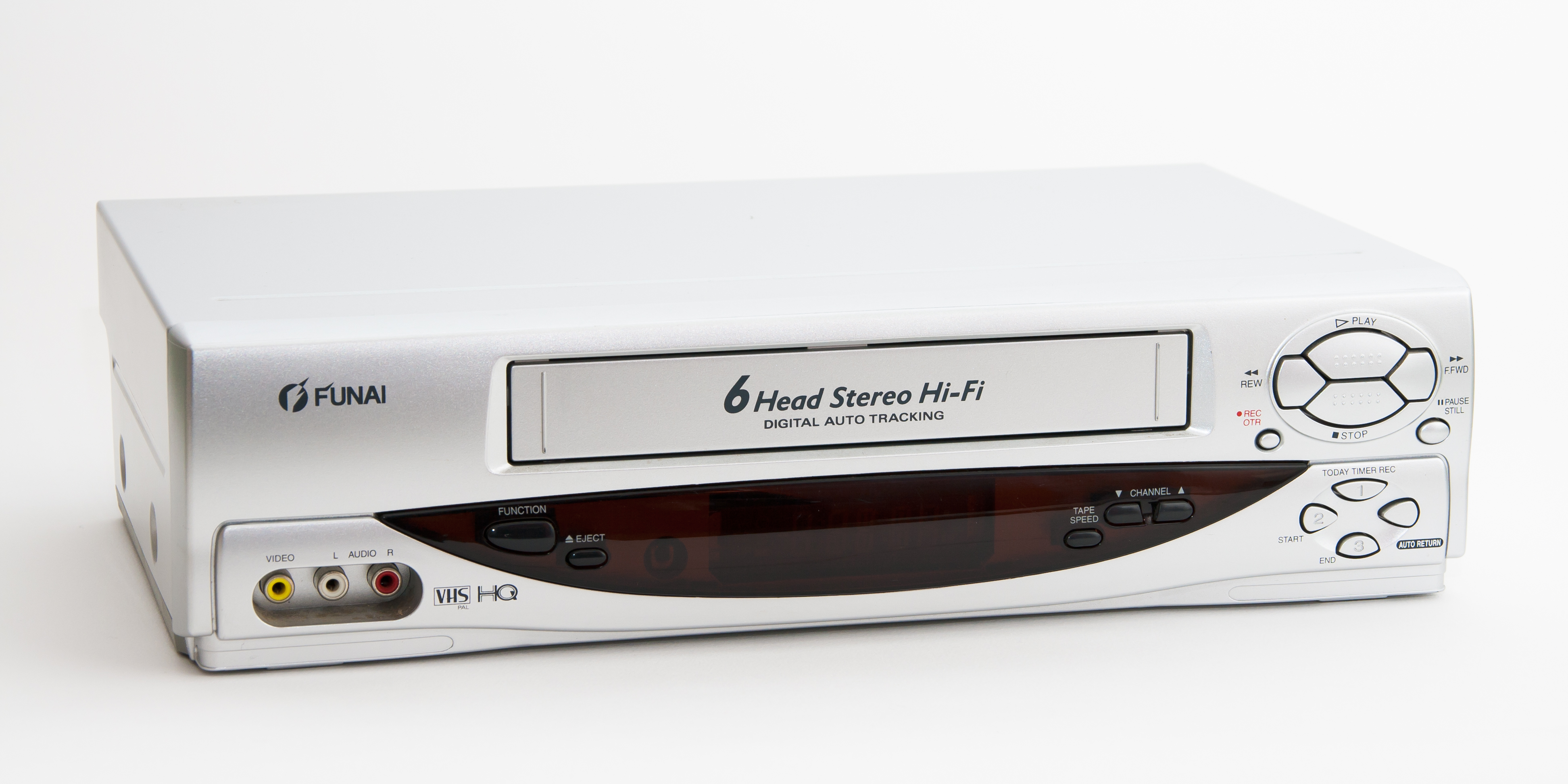
Videoregistratore VHS Funai dei primi anni 2000

Il videoregistratore è un apparecchio utilizzato per la videoregistrazione. Essa può avvenire sia su supporti di memorizzazione rimovibili quali il nastro magnetico (videocassetta), il disco ottico, il DVD, l'hard disk, la memory card, che su supporti non rimovibili quali l'hard disk e il circuito integrato.
Popolari dagli anni ottanta fino agli anni duemila, dopodiché i videoregistratori sono caduti largamente in disuso, soppiantati da tecnologie più moderne, che hanno reso l'uso del videoregistratore superato e non più necessario. Tuttavia questi apparecchi sono ancora utilizzati da un gruppo molto ristretto di persone, soprattutto appassionate di materiale ormai considerato "vintage".
Il videoregistratore fa parte della categoria dei cosiddetti "elettrodomestici bruni" o "elettrodomestici marroni", ovvero apparecchi elettrici per la comunicazione e lo svago, a cui appartengono anche la radio, il telefono, il giradischi e il televisore. Tale classificazione deriva dai colori dei materiali con i quali storicamente erano costruiti tali tipi di elettrodomestici, ovvero involucri di legno o materiali sintetici marroni o neri.

## Storia
Nella seconda metà degli anni cinquanta la Ampex introduce il VRX-1000, il primo videoregistratore commerciale ad ampia diffusione, nel 1956. Altra tappa importante è quando Ray Dolby costruisce il primo videoregistratore silenzioso (ovvero con l'audio senza fruscio) nel 1967.
Dall'inizio degli anni sessanta  vi sono i grossi registratori da studio a bobine con nastro da 1 o 2 pollici, prodotti soprattutto dalla Ampex per l'industria televisiva. A fine decennio arriva l'U-matic, prodotto dalla Sony, il primo sistema che sostituisce le ingombranti e scomode bobine con le prime videocassette compatte contenenti un nastro da 3/4 di pollice; orientato al mercato professionale e industriale, il sistema è più pratico delle macchine da studio, ma comunque troppo costoso per un uso domestico. Nel 1972 la Philips introduce l'N1500, un formato da 1/2" chiamato VCR, uno dei primi sistemi di videoregistrazione domestica, ma questo ha diversi problemi, legati soprattutto alla scarsa durata delle videocassette (60 min circa); ne servivano da 2 a 4 per registrare un film.
La versione VCR Long Play (mod. Philips N1700) aumenta la capacità delle videocassette rallentando la velocità di scorrimento del nastro (diminuendo la larghezza delle tracce elicoidali e la banda di sicurezza tra le tracce), ma non basta per soddisfare la videoregistrazione domestica. Il 1º giugno 1975 la Sony lancia in Giappone i primi due modelli di Betamax, l'SL-6300 e l'LV-180.
Il Betamax è un formato video da 1/2" migliore del VHS, ma anche più costoso; per questa ed altre ragioni ha scarso successo.
Finché la videoregistrazione serve solo agli operatori del settore, la priorità è la qualità dell'immagine, sacrificabile nel mercato domestico a fronte di un incremento della durata della registrazione e, soprattutto, un abbattimento dei costi. È necessario che il nastro delle videocassette possa avere una durata di almeno due ore, che siano economiche e che la qualità delle immagini sia decente.

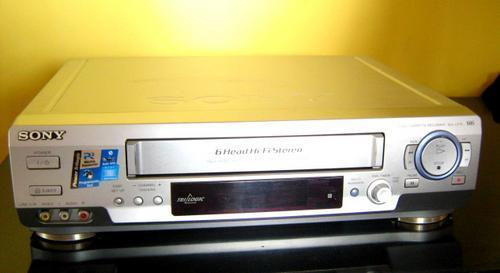
Un modello di videoregistratore della Sony

Nel 1976 arriva il VHS della JVC, molto diverso dal Betamax. Risulta essere inferiore in tutto, dalla compattezza delle cassette alla qualità del video, ma la durata della registrazione è di ben 4 ore. A differenza della Sony, la JVC cerca altri alleati tra i produttori e tra le case cinematografiche, e questo contribuisce a mantenere i prezzi più bassi rispetto al concorrente. Dato che i negozi di videonoleggio noleggiano anche i lettori, questi si orientano verso lo standard VHS che consente di acquistare interi stock a prezzi ridotti, e ciò innesca una spirale: i negozianti acquistano i lettori VHS, richiedono film in VHS e le case cinematografiche pubblicano i film in VHS. Chi deve comprare un videoregistratore è quindi spinto all'acquisto da una tecnologia che, seppur inferiore, garantisce maggior compatibilità con i prodotti in commercio.
Sempre nel 1976 la Disney e gli Universal Studios intentano causa alla Sony, che con i propri prodotti istiga i consumatori alla pirateria. Il VHS non è ancora sul mercato, quindi resta fuori dalla disputa. Nel 1984 la Sony vince l'ultimo grado di giudizio, anche se i danni d'immagine sono quasi irreparabili: alla fine del 1978 la quota di mercato della Sony scende al 19% mentre quella del concorrente è al 36%.
Nel 1979 la Philips entra nel settore con il suo sistema da 1/2" Video2000, tecnicamente all'avanguardia (le testine a posizionamento dinamico forniscono fermo immagine e rallenti senza disturbi - una caratteristica che verrà poi ottenuta dal VHS, con la terza testina video) e dotato di cassette di grande capienza (si ottiene il doppio della durata capovolgendole, come per le audiocassette. Questo sistema ha però una minore qualità del colore e dell'audio, e viene abbandonato nel 1989, non avendo conquistato né grande stima né nessuna fetta significativa del mercato.

## Classificazione

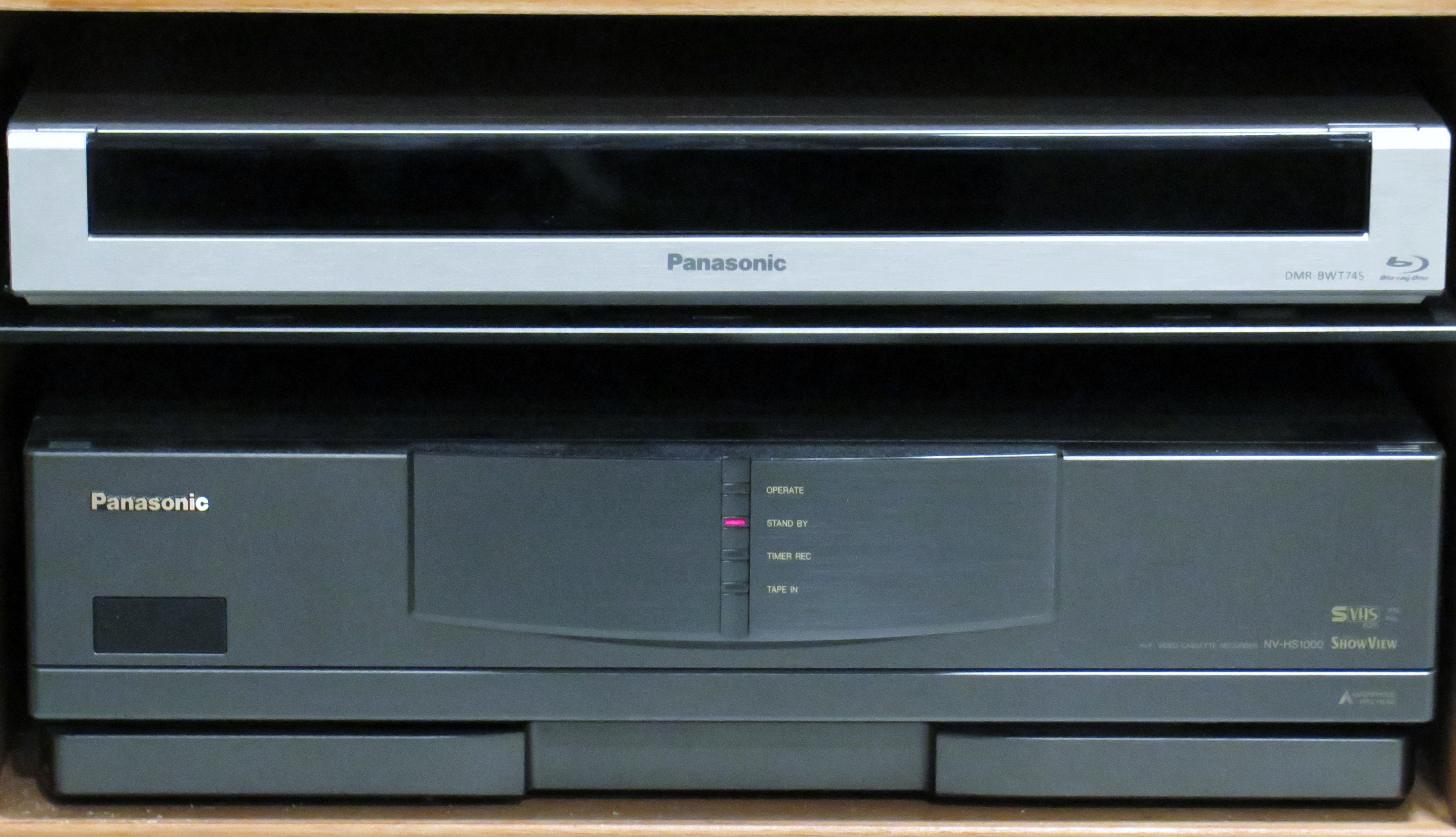
Sotto il VHS PANASONIC NV-HS1000EGC; sopra il Blu-ray con HDD PANASONIC DMR-BWT 745

### Per tipologia di supporto video
In base alla tipologia di supporto utilizzato,  si distinguono le seguenti tipologie:
- videoregistratore analogico;
- videoregistratore digitale;
- videoregistratore a nastro magnetico;
- videoregistratore a cassetta;
- registratore DVD;
- personal video recorder.

#### Videoregistratore analogico
I videoregistratori analogici registrano il video su supporto analogico. Tutti i primi videoregistratori erano analogici. Solo in seguito furono realizzati i primi videoregistratori digitali. I videoregistratori analogici permettono la copia del video, ma solo con perdita di qualità.

#### Videoregistratore digitale
I videoregistratori digitali (anche chiamati Digital Video Recorder DVR) registrano il video su supporto digitale. Hanno sostituito quasi del tutto quelli analogici perché rappresentare in forma digitale il video permette di fare copie del video identiche all'originale, senza perdita di qualità.

#### Videoregistratore a nastro magnetico
I videoregistratori a nastro magnetico (anche chiamato "VTR" cioè Video Tape Recorder) registrano il video su nastro magnetico. Il nastro magnetico può essere avvolto in bobine aperte o in bobine chiuse in cassette. I primi videoregistratori a nastro magnetico utilizzavano bobine aperte. Solo in seguito furono realizzati i primi videoregistratori a cassetta.

#### Videoregistratore a cassetta
I videoregistratori a cassetta (anche chiamato "VCR") registrano il video su videocassetta. Tutti i videoregistratori a nastro magnetico registrano in cassetta. In ambito amatoriale i videoregistratori a cassetta sono quasi del tutto scomparsi in favore dei registratori DVD.

#### Registratore DVD
I registratori DVD registrano il video su DVD. Quelli destinati all'ambito amatoriale di norma incorporano il ricevitore televisivo.

#### Personal video recorder
Il personal video recorder (anche chiamato "PVR") è un videoregistatore digitale utilizzato in ambito amatoriale che si contraddistingue per registrare il video su supporti removibili quali l'hard disk, l'USB flash drive, la memory card, oppure su supporti non removibili quali l'hard disk e il circuito integrato. Il personal video recorder può essere un set-top box o essere incorporato in un televisore, in un videoregistratore a cassetta o in un registratore DVD.

### Per ambito commerciale
In base all'ambito commerciale a cui è destinato il videoregistratore, si distinguono le seguenti tipologie di videoregistratori:
- videoregistratore amatoriale;
- videoregistratore professionale;
- videoregistratore prosumer;
- videoregistratore broadcast.

#### Videoregistratore amatoriale
I videoregistratori amatoriali (anche chiamati "videoregistratore consumer") sono in grado di offrire registrazioni video di qualità base, funzionalità elementari e, di conseguenza, prezzi mediamente più bassi rispetto ai videoregistratori prosumer e professionali.
Sono usati principalmente nell'home theatre, nell'home cinema e nell'home video. Nell'home video è utilizzato ad esempio per registrare i programmi della televisione, pertanto di regola (ad eccezione dei modelli partatili) incorpora il ricevitore televisivo. Inizialment, invece (anni 60), normalmente il videoregistratore amatoriale non incorporava il ricevitore televisivo. Un secondo ricevitore televisivo, oltre a quello presente nel televisore, incorporato nel videoregistratore permette di registrare un programma televisivo mentre se ne sta vedendo un altro.

#### Videoregistratore professionale
I videoregistratori professionali sono in grado di offrire registrazioni video di alta qualità, funzionalità avanzate e, di conseguenza, prezzi mediamente più alti rispetto ai videoregistratori amatoriali e prosumer.
Sono usati nella produzione video professionale. In particolare nella produzione televisiva ed, esclusivamente in relazione al cinema digitale, nella produzione cinematografica. Di norma il videoregistratore professionale non incorpora il ricevitore televisivo.

#### Videoregistratore prosumer

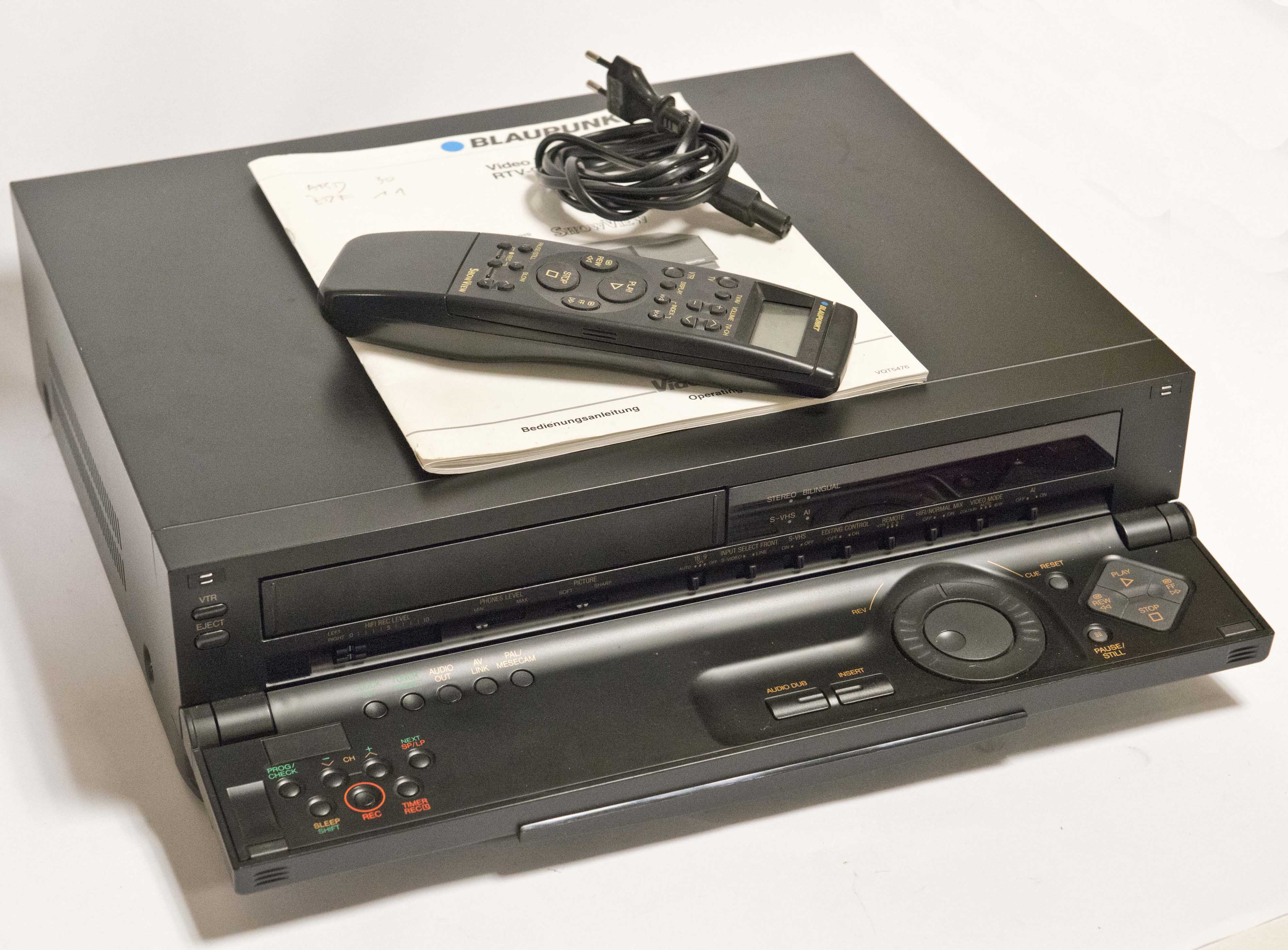
Videoregistratore prosumer VHS di fine anni '80

I videoregistratori prosumer offrono caratteristiche e prezzi a metà strada tra quelle offerte dal videoregistratore amatoriale e quelle offerte dal videoregistratore professionale. Normalmente usano i migliori sistemi di videoregistrazione utilizzati dai videoregistratori amatoriali implementando però funzionalità avanzate.
Questi videoregistratori sono usati sia in ambito amatoriale che professionale. In ambito amatoriale sono usati da utenti esigenti che non si accontentano dei normali videoregistratori amatoriali. In ambito professionale sono usati come videoregistratori d'appoggio quando è necessario trattare video proveniente dall'ambito amatoriale.

#### Videoregistratorebroadcast
I videoregistratori broadcast sono dei videoregistratori professionali destinati all'ambito televisivo il quale si contraddistingue per offrire qualità video di assoluto riferimento.

## Principali aziende produttrici
Le principali aziende produttrici di videoregistratori sono: Sony, Panasonic, Samsung, Philips, Sharp e JVC.